# Activo circulante
El activo corriente, también denominado activo circulante, es aquel activo líquido a la fecha de cierre del ejercicio, o convertible en dinero dentro de los doce meses. Además, se consideran corrientes a aquellos activos aplicados para la cancelación de un pasivo corriente, o que evitan erogaciones durante el ejercicio. Son componentes de activo corriente las existencias, los deudores comerciales y otras cuentas a cobrar, las inversiones financieras a corto plazo y la tesorería.

## Concepto de activo corriente
El Plan General de Contabilidad de España comprende dentro del activo corriente los activos vinculados al ciclo normal de explotación que la empresa espera vender, consumir o realizar en el transcurso del mismo. Con carácter general, el ciclo normal de explotación no excederá de un año. A estos efectos se entiende por ciclo normal de explotación, el periodo de tiempo que transcurre entre la adquisición de los activos que se incorporan al proceso productivo y la realización de los productos en forma de efectivo o equivalentes al efectivo. Cuando el ciclo normal de explotación no resulte claramente identificable, se asumirá que es de un año.
- Aquellos activos, diferentes de los citados en el inciso anterior, cuyo vencimiento, enajenación o realización se espera que se produzca en el corto plazo, es decir, en el plazo máximo de un año, contado a partir de la fecha de cierre del ejercicio. En consecuencia, los activos financieros no corrientes se reclasificarán en corrientes en la parte que corresponda.
- Los activos financieros clasificados como mantenidos para negociar, excepto los derivados financieros cuyo plazo de liquidación sea superior a un año.
- El efectivo y otros activos líquidos equivalentes, cuya utilización no esté restringida, para ser intercambiados o usados para cancelar un pasivo al menos dentro del año siguiente a la fecha de cierre del ejercicio.

Los demás elementos del activo se clasificarán como no corrientes.

### Cuentas de activo circulante
1. Activos no corrientes mantenidos para la venta.
2. Existencias.
3. Deudores comerciales y otras cuentas a cobrar.
4. Inversiones en empresas del grupo y asociadas a corto plazo.
5. Inversiones financieras a corto plazo.
6. Periodificaciones a corto plazo.
7. Efectivo y otros activos líquidos equivalentes
8. Activos Biológicos
9. Clientes